# Хутор Дашковский
Ху́тор Дашко́вский (укр. Хутір Дашківський), до 2016 года — Петровское (укр. Петрівське) — село в Старосинявском районе Хмельницкой области Украины.
Население по переписи 2001 года составляло 43 человека. Почтовый индекс — 31407. Телефонный код — 3850. Занимает площадь 0,27 км². Код КОАТУУ — 6824487004.

## Местный совет
31442, Хмельницкая обл., Старосинявский р-н, с. Сёмаки